# Districte de Mauriac
El Districte de Mauriac és un dels tres districtes del departament francès de Cantal, a la regió d'Alvèrnia-Roine-Alps. Té 6 cantons i 55 municipis. El cap és la sotsprefectura de Mauriac.

## Cantons
Cantó de Camps de Tarentaine-Marchal, cantó de Mauriac, cantó de Plèus, cantó de Riòm de las Montanhas, cantó de Sanhas, cantó de Salèrn